# ننگون

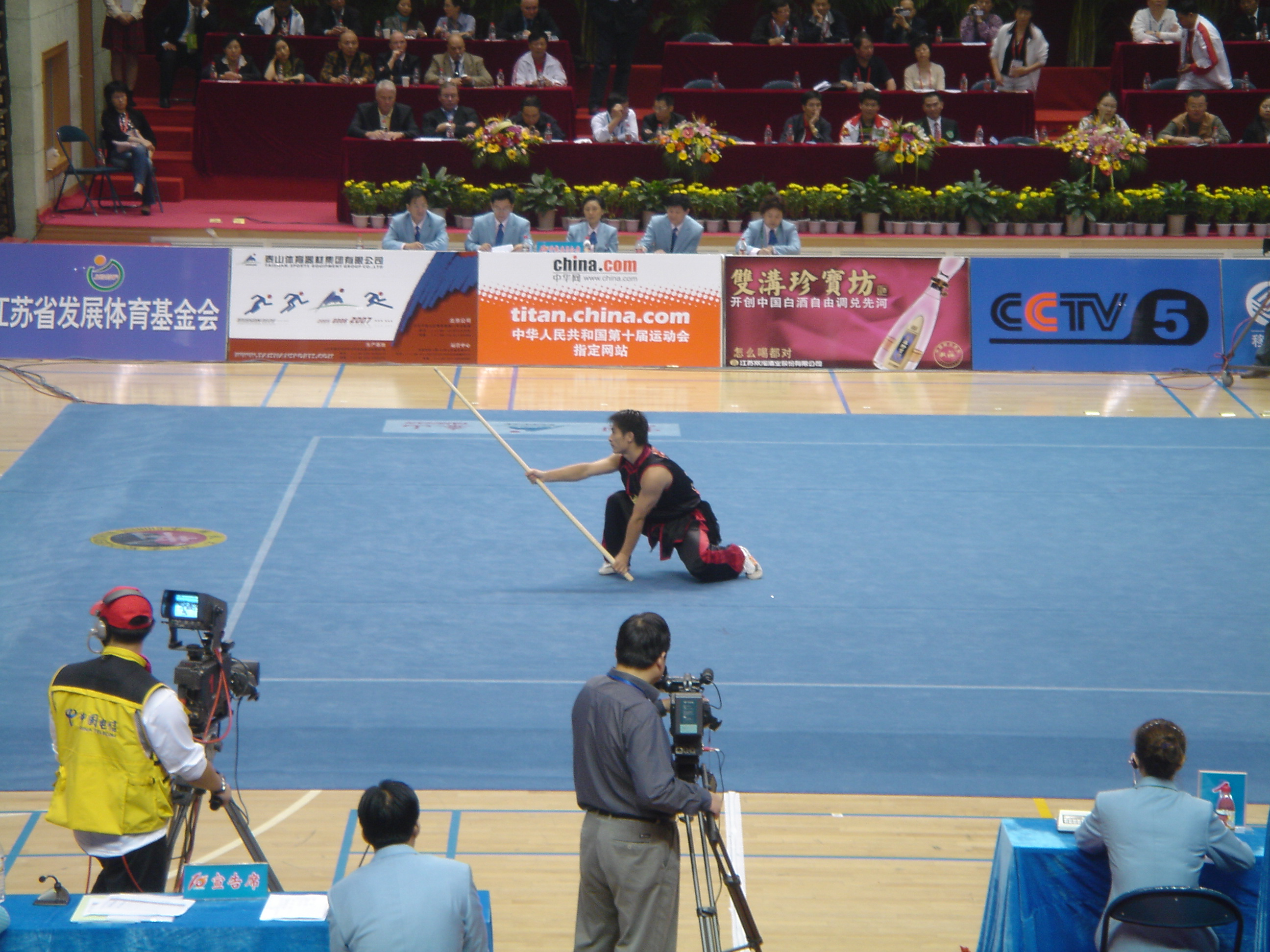
اجرای یک فرم نن‌گوئن در بازی‌های سراسر چین

نَنگون (به چینی: 南棍؛ پین‌یین: nángùn، معنی تحت‌اللفظی: چوب جنوبی) نوعی سلاح سرد در هنرهای رزمی چینی است که در تعدادی از فرم‌ها و تمرین‌های ووشوی امروزین از آن استفاده می‌شود. تکنیک‌های اجرایی با نن‌گوئن و فرم‌های آن بر مبنای تکنیک‌های سبک‌های جنوبی هنرهای رزمی چینی طراحی شده‌است.